# Arsenie Papacioc
 (septembre 2023).
La mise en forme du texte ne suit pas les recommandations de Wikipédia : il faut le « wikifier ».
Les points d'amélioration suivants sont les cas les plus fréquents. Le détail des points à revoir est peut-être précisé sur la page de discussion.
- Les titres sont pré-formatés par le logiciel. Ils ne sont ni en capitales, ni en gras.
- Le texte ne doit pas être écrit en capitales (les noms de famille non plus), ni en gras, ni en italique, ni en « petit »…
- Le gras n'est utilisé que pour surligner le titre de l'article dans l'introduction, une seule fois.
- L'italique est rarement utilisé : mots en langue étrangère, titres d'œuvres, noms de bateaux, etc.
- Les citations ne sont pas en italique mais en corps de texte normal. Elles sont entourées par des guillemets français : « et ».
- Les listes à puces sont à éviter, des paragraphes rédigés étant largement préférés. Les tableaux sont à réserver à la présentation de données structurées (résultats, etc.).
- Les appels de note de bas de page (petits chiffres en exposant, introduits par l'outil «  Source ») sont à placer entre la fin de phrase et le point final[comme ça].
- Les liens internes (vers d'autres articles de Wikipédia) sont à choisir avec parcimonie. Créez des liens vers des articles approfondissant le sujet. Les termes génériques sans rapport avec le sujet sont à éviter, ainsi que les répétitions de liens vers un même terme.
- Les liens externes sont à placer uniquement dans une section « Liens externes », à la fin de l'article. Ces liens sont à choisir avec parcimonie suivant les règles définies. Si un lien sert de source à l'article, son insertion dans le texte est à faire par les notes de bas de page.
- La présentation des références doit suivre les conventions bibliographiques. Il est recommandé d'utiliser les modèles {{Ouvrage}}, {{Chapitre}}, {{Article}}, {{Lien web}} et/ou {{Bibliographie}}. Le mode d'édition visuel peut mettre en forme automatiquement les références.
- Insérer une infobox (cadre d'informations à droite) n'est pas obligatoire pour parachever la mise en page.

Pour une aide détaillée, merci de consulter Aide:Wikification.
Si vous pensez que ces points ont été résolus, vous pouvez retirer ce bandeau et améliorer la mise en forme d'un autre article.
Arsenie Papacioc (né le 13 août 1914 à Misleanu, dans le județ de Ialomița, Roumanie - décédé le 19 juillet 2011 à Techirghiol, dans le județ de Constanța, Roumanie) a été un prêtre orthodoxe roumain. À partir de 1976, il a officié comme confesseur du Monastère Sainte Marie de Techirghiol. Le père Papacioc a été enfermé dans les prisons communistes où il a souffert aux côtés du père Iustin Parvu, Ioan Ianolide, Valeriu Gafencu, Nichifor Crainic, Mircea Vulcănescu, Nicolae Bordașiu et d'autres.
En 1941, sous le régime du maréchal Ion Antonescu, il est arrêté et condamné pour avoir participé à la rébellion légionnaire et avoir appartenu au Mouvement Légionnaire.
Après la libération, de 1946 à 1949 il devient moine et prie au Monastère Antim de Bucarest. Entre 1949 et 1950, il est sculpteur à l'Institut Biblique, ensuite, en 1951, il est ordonné prêtre au séminaire monastique du Monastère de Neamț. Entre 1952 et 1958, il est prêtre au Monastère de Slatina. Au cours de l'été 1958, il est de nouveau arrêté car il faisait partie du groupe «Rugul Aprins». Après une condamnation à 20 ans de travaux forcés, il est finalement gracié en 1964 de la prison d'Aiud.
A sa mort, Arsenie Papacioc est désigné comme étant l'un des ecclésiastiques les plus importants de l'orthodoxie roumaine.

## Biographie
Le père Arsenie, Anghel Papacioc sous son nom civil, est né en 1914, et il est le septième enfant de Vasile et Stanca. Le domicile parental se trouve dans le village Misleanu, commune Perieți, département de Ialomița.
En 1932, il sort diplômé de l'École des Arts et Métiers de Bucarest et ensuite à l'âge de 18 ans, il devient membre du Mouvement Légionnaire, travaillant dans un nid de la ville Slobozia. En décembre 1933, il retourne à Bucarest pour participer au camp légionnaire de Bucuresti Noi. A cet endroit, la "Maison Verte", siège du mouvement, se trouve en pleine construction. Après avoir accompli le service militaire, Anghel Papacioc se rend à Brașov  pour travailler à l'usine d'armement "Malaxa". Son frère Radu y travaillait déjà comme contremaître.
En décembre 1938, il est interné au camp de Miercurea Ciuc. Après l'abdication du roi Charles II et l'instauration du régime légionnaire, Anghel Papacioc devient chef de réseau (chef légionnaire subordonné directement au responsable du département) à Zărnești. À partir d'octobre 1940, il devient le maire de Zărnești. Après la rébellion légionnaire de janvier 1941, il est jugé et condamné à six ans de prison. En 1942, en traversant la frontière avec la Yougoslavie, il est arrêté par des patrouilles allemandes et remis aux gardes-frontières roumains. Il est jugé pour franchissement frauduleux de la frontière et condamné à six ans de prison. Il est ensuite emprisonné à Aiud jusqu'en septembre 1946. En janvier 1947 il se rend au Monastère de Cozia, où l'abbé Gherman Dinață le reçoit comme "frère". En 1948, il est envoyé à l'ermitage de Cioclovina, qui dépend du Monastère de Tismana. En janvier 1949, à sa demande, il se rend au Monastère de Sihăstria, qui avait comme abbé  l'archimandrite Ilie Cléopa. Il reste dans ce monastère jusqu'en septembre 1949, ensuite il est envoyé au Monastère Antim - l'Institut Biblique, au sein de l'atelier de sculpture. Plus tard il est ordonné moine sous le nom d'Arsenie. En juin 1950 il part au Monastère de Slatina. Il est arrêté en 1958 et condamné à 20 ans de prison pour complot contre l'ordre social. À la suite de cette condamnation il est enfermé dans les prisons de Brașov, Aiud et Jilava, et finalement libéré en 1964.

Après avoir reçu le sacerdoce, Arsenie est nommé spirituellement au séminaire Monastique de Neamț. Il s'installe au Monastère de Slatina, où il devient abbé. Plus tard il est arrêté et emmené à Suceava, mis en examen pendant quatre-vingt-dix jours, battu et torturé pour des accusations sans aucun fondement. Après des années de détention dans la prison d'Aiud, il est libéré et autorisé à servir dans une paroisse de Transylvanie. En 1976, il s'installe au Monastère Sainte Marie de Techirghiol. 

« J'étais le septième enfant de mes parents, né en 1914, le 15 août, dans la commune de Perieți, le village Misleanu, le département Ialomița. Mes parents s'appelaient Vasile et Stanca. Papa était agent sanitaire dans six villages et a contribué intensément à la construction de l'église du village. Je m'appelle Papacioc. Le père de mon grand-père était prêtre en Macédoine, au nord de la Grèce, et c'est de là que vient le nom. Il était aroumain et s'appelait: "Popa cu cioc" - Papacioc. Mais à l'origine, notre nom était Albu. Et mon grand-père est venu avec des milliers de moutons de Macédoine et s'est installé à Ialomița, où il y avait une plaine. Les villages étaient rares... »

— Père Arsenie Papacioc - témoignage sur lui-même
En 2006, Arsenie Papacioc est hospitalisé pour une hernie discale. Il subit une opération chirurgicale couronnée de succès.

## Croyances théologiques
Au sujet de l'œcuménisme, Arsenie Papacioc a déclaré: «Je suis contre! Jusqu'à la mort contre! Quel œcuménisme?»

## Chronologie
- 15 août 1914 – né dans le village de Misleanu, commune Perieti, du département Ialomita.
- 1941 –  arrêté et condamné, sous le régime du maréchal Ion Antonescu, pour appartenance au Mouvement Légionnaire.
- 1946 –  sort de prison et devient moine. Il complète son apprentissage monastique aux Monastères Cozia et Antim de Bucarest.
- 1947 – se retire dans une forêt et vit en ermite pendant près de deux ans.
- 1949 – devient moine au Monastère de Sihastria, sous la direction de l'archimandrite Cléopa Ilie, comme abbé et l'hiéroschimonah Paisie Olaru.
- 1949-1950 – travaille comme sculpteur à l'Institut Biblique.
- 1951 – ordonné prêtre au séminaire monastique du Monastère de Neamț. Il porte le nom du Père Anghel.
- 1952-1958 – devient prêtre au Monastère de Slatina-Suceava.
- 1958 – arrêté parce qu'il faisait partie du groupe "Rugul Aprins". Condamné à 20 ans de travaux forcés, il est gracié de la prison d'Aiud en 1964.
- 1965 –  nommé curé de la commune de Filea de Jos, le diocèse de Cluj; il a été prêtre et ecclésiastique aux Monastères de Căldărușani, Dintr-un Lemn et Cernica.
- 1969 – 1970 – abbé du Monastère de Cheia-Prahova
- depuis 1976 –  prêtre de l'Ermitage Sainte Marie-Tomis, à Techirghiol, fondé par le Patriarche Justinien
- 2011 - décède le 19 juillet.

## Livres
- Conversations spirituelles - 2 volumes (1984-1986)
- Le Père Arsénie nous parle (2004)
- L'éternité cachée en un instant (2004)

## Distinctions
En novembre 2002, il est décoré avec l'Ordre National du Mérite. Il reçoit le rang de Chevalier «pour la création et la transmission, avec talent et dévouement, d'œuvres littéraires significatives pour la civilisation roumaine et universelle».

## Remarques
1. ↑  « A murit preotul Nicolae Bordașiu, care a făcut parte din mișcarea Rugul Aprins »
2. ↑  stiri.botosani.ro - Părintele Arsenie Papacioc: Moartea nu vine să îi faci o cafea!
3. ↑  crestinortodox.ro - Cuvânt de folos al părintelui Arsenie Papacioc
4. ↑  « scribd.com - Dialog realizat de Eleodorus Enăchescu » [archive du 12 janvier 2012] (consulté le 26 septembre 2009)
5. ↑  « Realitatea TV - Părintele arhimandrit Arsenie Papacioc a murit. Povestea unui mare duhovnic » [archive du 21 juillet 2011] (consulté le 21 juillet 2011)
6. ↑  crestinortodox.ro - Părintele Arsenie Papacioc - mărturie despre sine
7. ↑  Marele duhovnic Arsenie Papacioc a fost operat cu succes, 8 aprilie 2006, România liberă, accesat la 15 iulie 2013
8. ↑  - Duhovnici români despre ecumenism
9. ↑  Decretul nr. 977 din 29 noiembrie 2002 privind conferirea unor decorații naționale, text publicat în Monitorul Oficial nr. 911 din 14 decembrie 2002.